# 음력 2월 16일
음력 2월 16일은 음력 2월의 16번째 날이다.

## 사건
- 2006년 - 대법원이 새만금사업에 대해 합헌이란 결정을 내렸다.

## 문화
- 1958년 - 대한극장 개관.

## 탄생
- 1966년 - 대한민국의 배우 최준용.
- 1987년 - 대한민국의 배우 윤지유.
- 1989년 - 대한민국의 배우 이문정.
- 1990년 - 대한민국의 야구 선수 오지환.
- 1997년 - 일본의 가수 미나 (트와이스).
- 2000년 - 대한민국의 가수 윤산하 (아스트로).

## 사망
- 1910년 - 대한제국의 독립운동가 안중근.

## 같이 보기
- 음력 360일: 1월 2월 3월 4월 5월 6월 7월 8월 9월 10월 11월 12월
- 전날:2월 15일 다음날:2월 17일 - 전달:1월 16일 다음달:3월 16일
- 양력:2월 16일
- 음력, 윤달